# Ulrike Apel-Haefs
Ulrike Apel-Haefs (Schmalkalden,  31 januari 1952 - 9 februari 2009) was een Duitse politica voor de SPD. 
Apel-Haefs studeerde germanistiek en geschiedenis aan de Heinrich Heine-Universiteit in Düsseldorf en was van 1980 tot 1984 aan deze universiteit werkzaam. Van 1999 tot 2000 en opnieuw vanaf 2005 was zij lid van de Landdag van Noordrijn-Westfalen. Haar belangstelling ging vooral uit naar onderzoek en wetenschap.
Ulrike Apel-Haefs overleed op 57-jarige leeftijd ten gevolge van een ernstige ziekte.
- Gemeinsame Normdatei: 1179483219
- Virtual International Authority File: 6332155191947682440000